# Bengala Occidental
Bengala Occidental (en bengalí: পশ্চিমবঙ্গ, Poshchim Bongoⓘ) es un estado de la República de la India. Su capital y ciudad más poblada es Kolkata. Se ubica al este del país, limitando al noroeste con Nepal, al norte con Sikkim y Bután, al noreste con Assam, al este con Bangladés, al sur con el golfo de Bengala (océano Índico), al suroeste con Odisha y al oeste con Jharkhand y Bihar. Con 91 300 000 habs. en 2011 es el cuarto estado más poblado del país —por detrás de Uttar Pradesh, Maharastra y Bihar— y con 1102 hab/km², el segundo más densamente poblado, por detrás de Bihar.
El idioma principal es el bengalí. El clima en Bengala Occidental es tropical. Las tierras son mayoritariamente llanuras, a excepción de la zona norte que se encuentra en las estribaciones de la cordillera del Himalaya. Darjeeling, en el norte, es famoso por sus tés de alta calidad. La región también es famosa por el tigre de Bengala (Panthera tigris tigris). En la región nació el Premio Nobel de Literatura Rabindranath Tagore así como el músico Ravi Shankar.

## Historia
Para más información sobre la historia de Bengala anterior a 1947 ver Bengala
Bengala estuvo gobernada por la dinastía hindú de los Pala desde el 750 hasta 1161. Los Palas fueron eclipsados por la dinastía Sena que gobernó Bengala desde 1095 hasta 1260. Bengala quedó bajo control islámico en el siglo XIII y se desarrolló en el siglo XVI como un importante centro económico y comercial durante el Imperio mogol. Los comerciantes europeos llegaron a la zona a finales del siglo XV. La Compañía Británica de las Indias Orientales controló la región a finales del siglo XVIII.
Al declararse la independencia de la India en 1947, Bengala quedó dividida entre la Bengala Occidental, predominantemente hindú y la Bengala Oriental de mayoría musulmana. Bengala Oriental terminó siendo conocida como "Pakistán del este" y terminó convirtiéndose en una nación independiente, Bangladés, en 1971. El 2 de octubre de 1955, Chandernagor, antiguo enclave francés en la India que había quedado bajo control del país en 1950, quedó integrado en Bengala Occidental.

## Geografía
Bengala Occidental limita con Nepal y Sikkim en el noroeste, Bután al norte, Assam el noreste, Bangladés al este, la bahía de Bengala al sur, Orissa al suroeste y Jharkhand y Bihar, al oeste. En la frontera de Sikkim y Bengala Occidental se extiende el borde de Singalila, cuyos picos más altos son el monte Sandakfu, el punto más alto del Estado de Bengala Occidental a 3.636 m, seguido por el pico Falut, que se eleva a 3.595 m.

## Demografía
La población de Bengala Occidental es de 80.221.171 habitantes, la mayoría de los cuales son bengalíes. La minoría bihari se encuentra dispersa a lo largo del Estado y las comunidades sherpas y tibetanas se ubican en las zonas fronterizas con Sikkim. En el distrito de Darjeeling hay una gran comunidad de gurkhas originarios de Nepal.
Bengala Occidental es la tierra de diversas comunidades indígenas como la Adivasi.
La lengua oficial es el bengalí. El hindi y el inglés son también ampliamente usados. El nepalí se habla sobre todo en el distrito de Darjeeling. Idiomas minoritarios utilizados en algunas zonas del Estado son el rajbanshi, el santali y el ho.

## Clima
Bengala Occidental se encuentra en los climas tropicales. La región se compone principalmente de llanuras, excepto el norte, que forma parte de los Himalayas. Darjeeling en el norte del país es famoso por su té. En el sur, el delta de Sundarbans en el Ganges es uno de los mayores deltas en el mundo (la otra parte está en Bangladés). Esta región es famosa por el tigre de Bengala.

## Economía
Bengala Occidental es la tercera economía más grande (2003-2004) en la India después de Maharashtra y la Uttar Pradesh. En términos per cápita, corresponde a duodécimo lugar (2003-2004). Esta región se considera el «cuenco de arroz» de la India, por su masiva producción de este grano.